# Heinz Croy
Heinz Croy (* 28. Januar 1913 in Sachsen; † (vor dem 14. Juni) 1944 auf dem Balkan) war ein deutscher Fußballtorhüter und von Beruf Lohnbuchhalter. Er spielte u. a. für TuRa Leipzig, den Zwickauer SC und den Planitzer SC.
Er galt in den 1940er Jahren neben Willibald Kreß als bester Torhüter Sachsens und war zeitweise auch Sachsens Torwart Nummer 1. Croy spielte mehrfach für die Mitteldeutsche Auswahl.
Am 21. April 1935 stand er im Tor, als TuRa Leipzig vor 30.000 Zuschauern auf dem Sportplatz Leipzig den deutschen Meister Schalke 04 mit 2:1 bezwang.
Zwischen 1939 und 1941 spielte er mit dem Planitzer SC im DFB-Pokal. Mit dem Planitzer SC wurde er 1942 Gaumeister der 1. Liga Sachsens (Gauliga Sachsen), also sächsischer Fußballmeister.
Croy war der Großonkel von Jürgen Croy.
Er fiel im Zweiten Weltkrieg als Obergefreiter. Am 14. Juni 1944 wurde bekannt, dass Croy in einem Lazarett auf dem Balkan einer Verwundung erlegen ist.